# Національний союз (Квебек)
Національний союз (фр. Union Nationale) - квебекська консервативна та націоналістична політична партія, що існувала з 20 червня 1936 до 19 червня 1989. Виникла внаслідок об'єднання Консервативної партії Квебеку (фр. Parti conservateur du Québec) з Національною ліберальною дією (фр. Action libérale nationale) з метою протистояння Ліберальній партії, яку вважали корумпованою (звідси і назва).
Засновник і перший керівник партії - Моріс Дюплессі. Під його керівництвом Національний союз вигравав майже всі вибори (окрім виборів 1939 року). Дюплессі був одним з найвідоміших прем'єр-міністрів Квебеку.
За часів Дюплессі, партія займала праву позицію, сприяла крупному капіталові, базувалася на традиційному націоналізмі та католицькому клерікалізмі. Після смерті "вождя" і поразки на виборах 1960 і 1962 років, пом'якшила свої погляди.
У 1966 році Національний союз повернувся до влади, але знов програв вибори у 1970. З тих пір партія не переставала здавати позиції і, зрештою, зникла (1989).